# Юлгутла
 Юлгутла  — деревня в Кувандыкском городском округе Оренбургской области.

## География
Находится на правом берегу Сакмары на расстоянии примерно 35 километров на запад от окружного центра города Кувандык.

## Климат
Климат умеренно-континентальный. Времена года выражены чётко. Среднегодовая температура по району изменяется от +4,0 °C до +4,8 °C. Самый холодный месяц года — январь, среднемесячная температура около −20,5…−35 °C. Атмосферных осадков за год выпадает от 300 до 450—550 мм, причём большая часть приходится на весенне-летний период (около 70 %). Снежный покров довольно устойчив, продолжительность его, в среднем, 150 дней.

## История
Упоминается с 1871 года как башкирская деревня Юлгутнина (Юлкутлина, Утараул). Татарское население Юлгутлы считает себя потомками астраханских ногайцев из села Кондуровка Саракташского района. В другом предании утверждается иное: Юлгутла является выселком из села Зиянчурино. До 2016 года входила в Зиянчуринский сельсовет Кувандыкского района, после реорганизации этих муниципальных образований в составе Кувандыкского городского округа.

## Население
Постоянное население составляло 196 человек в 2002 году (татары 87 %), 169 в 2010 году.